# Új-Fundland és Labrador
Új-Fundland és Labrador (angolul Newfoundland and Labrador, kiejtése ˈnuːfɨn(d)lənd ən(d) ˈlæbrəˌdɔr, franciául Terre-Neuve-et-Labrador) tartomány Kanada keleti részében, amely Új-Fundland szigetéből és az észak-amerikai kontinensen elhelyezkedő Labrador régiót, azaz a Labrador félszigetet és környékét foglalja magában az Atlanti-óceán partján.
A 10. legnagyobb Kanada tartományai és territóriumai között: teljes területe 405 212 km², ebből 373 872 km² szárazföld és 31 340 km² édesvíz. A kanadai statisztikai hivatal 2008. áprilisi becslése szerint népessége 508 270, ezzel a kilencedik legnépesebb tartomány.
A Kanadai Konföderáció tíz tartománya közül a legkésőbb vált a szövetség tagjává. Ez 1949-ben történt, akkor még Új-Fundland volt a tartomány neve, de a tartományi kormány már 1964 óta „Új-Fundland és Labrador kormánya” néven utal saját magára és ezt 2001. december 6-án a kanadai alkotmány módosításával szövetségi szinten is átvezették. (A köznapi beszédben azonban általában ma is egyszerűen Új-Fundland néven utalnak a tartományra.)
Új-Fundland angol nevének jelentése „újonnan megtalált föld”. Labrador eredete a portugál lavrador szó, ami "földműves"-t jelent, de itt João Fernandes Lavrador portugál felfedezőre utal, aki az európai hajósok közül elsőnek pillantotta meg a vidék partjait a 15. század végén.
Új-Fundlandnak saját angol, francia és ír nyelvjárásai vannak. A labradori angol az újfundlandira hasonlít, Labradorban külön innu-aimun és inuktitut nyelvjárásokat beszélnek.

## Népesség

### Legnépesebb települések
| Kép                  | Rang | Város                      | Népesség | Rang | Város                    | Népesség | Kép          |
| -------------------- | ---- | -------------------------- | -------- | ---- | ------------------------ | -------- | ------------ |
| St. John's           | 1.   | St. John's                 | 110 525  | 11.  | Labrador City            | 7 412    | Paradise     |
| St. John's           | 2.   | Conception Bay South       | 27 168   | 12.  | Clarenville              | 6 704    | Paradise     |
| St. John's           | 3.   | Paradise                   | 22 957   | 13.  | Stephenville             | 6 540    | Paradise     |
| St. John's           | 4.   | Mount Pearl                | 22 477   | 14.  | Bay Roberts              | 5 974    | Paradise     |
| St. John's           | 5.   | Corner Brook               | 19 333   | 15.  | Marystown                | 5 204    | Paradise     |
| Conception Bay South | 6.   | Grand Falls-Windsor        | 13 853   | 16.  | Deer Lake                | 4 864    | Corner Brook |
| Conception Bay South | 7.   | Gander                     | 11 880   | 17.  | Carbonear                | 4 696    | Corner Brook |
| Conception Bay South | 8.   | Portugal Cove–St. Philip's | 8 415    | 18.  | Channel-Port aux Basques | 3 547    | Corner Brook |
| Conception Bay South | 9.   | Happy Valley-Goose Bay     | 8 040    | 19.  | Pasadena                 | 3 524    | Corner Brook |
| Conception Bay South | 10.  | Torbay                     | 7 852    | 20.  | Placentia                | 3 289    | Corner Brook |

### Legnépesebb agglomerációk
| Agglomeráció                             | Népesség |
| ---------------------------------------- | -------- |
| St. John's Census agglomeration area     | 212 579  |
| Corner Brook Census agglomeration        | 29 762   |
| Grand Falls-Windsor Census agglomeration | 13 853   |
| Gander Census agglomeration              | 13 414   |